# Chiara Appendino
Chiara Appendino (n. 12 iunie 1984, Moncalieri, Piemont, Italia) este o politiciană italiană.